# Lửng
Lửng là động vật ăn tạp chân ngắn trong họ Chồn Mustelidae. Có 11 loài lửng phân nhóm thành 3 phân họ chính: Melinae (9 họ lửng Á – Âu), Mellivorinae (lửng mật) và Taxideinae (lửng châu Mỹ)..